# I've Been Floating Upstream
I've Been Floating Upstream är David & the Citizens  andra EP, utgiven i juni 2001 av Adrian Recordings. Omslagsbilden är ritad av bandets låtskrivare och sångare David Fridlund.

## Låtlista
Alla låtar är skrivna av David Fridlund.
1. "I’ve Been Floating Upstream Since We Parted" - 3:39
2. "Paulie (It’s the Work of Evil Minds)" - 3:31
3. "Made of Words" - 4:45
4. "Showing the Apartment" - 2:31
5. "Your Cool Entrance" - 5:26

## Medverkande musiker
- David Fridlund
- Conny Fridh
- Alexander Madsen
- Mikael Carlsson
- Magnus Bjerkert
- Gustaf Kjellvander
- Leif Holmstrand
- Sara Culler

### Fotnoter
1. ↑  ”I've Been Floating Upstream”. Adrian Recordings. Arkiverad från originalet den 1 januari 2012. https://web.archive.org/web/20120101163924/http://www.adrianrecordings.com/catalogue.asp. Läst 12 januari 2012.